# Georissa
Georissa é um género de gastrópode  da família Hydrocenidae.
Este género contém as seguintes espécies:
- Georissa bangueyensis
- Georissa biangulata
- Georissa borneensis
- Georissa elegans
- Georissa filiasaulae Haase & Schilthuizen, 2007
- Georissa gomantongensis
- Georissa hosei
- Georissa laevigata Quadras & Möllendorff, 1894
- Georissa laseroni
- Georissa monterosatiana
- Georissa purchasi
- Georissa pyxis (Benson)
- Georissa rufula
- Georissa saulae Benthem-Jutting, 1966
- Georissa scalinella
- Georissa semisculpta
- Georissa similis